# Свемирске лопте
Свемирске лопте (енгл. Spaceballs) је америчка научнофантастична комедија из 1987. године, коју је режирао, продуцирао и написао Мел Брукс. У главним улогама су Брукс, Џон Кенди, Рик Моранис, Бил Пулман, Дафни Зунига, Дик ван Патен, Џорџ Вајнер и Џоун Риверс. Као и у већини Бруксових филмова, у овом филму се појављују Дом Делуиз и Руди де Лука, у камео улогама.
Поставка филма и ликови пародирају оригиналну трилогију Ратови звезда, као и друге научнофантастичне франшизе и популарне филмове, укључујући Звездане стазе, Осми путник, Чаробњак из Оза, 2001: Одисеја у свемиру и Планета мајмуна. Филм је изашао 24. јуна 1987. године, реализован од стране компаније Metro-Goldwyn-Mayer и добио је помешане критике. Од тада је постао култни класик и један од најпопуларнијих Бруксових филмова.

## Радња
Лоун Стар и његов копилот, получовек, полупас по имену Барф, безбрижно лете галактиком и уживају у своме лагодном животу. Невољно одлучују да спасу принцезу Веспу од злог владара Дарка Хелмета који жели да украде сав ваздух са њене планете, Друидије. Заробљени у окрутноме пустињском свету са Веспом и њеном роботском пратиљом по имену Дот Матрикс, Лоун Стар и Барф беспомоћни су када Хелмет дође да отме принцезу. Међутим, помоћ пристиже у лику Јогурта, чаробњака који Лоун Стара упознаје са тајанственом моћи познатој као Шварц. Сустижући Хелмета у тренутку кад он претвара свој свемирски брод у дивовски усисивач у орбити око Друидије, неодлучни јунаци побринуће се за драматичан коначни обрачун.

## Улоге
| Глумац                          | Улога                     |
| ------------------------------- | ------------------------- |
| Бил Пулман                      | Лоун Стар                 |
| Џон Кенди                       | Барф                      |
| Дафни Зунига                    | принцеза Веспа            |
| Мел Брукс                       | Јогурт / председник Скруб |
| Рик Моранис                     | Дарк Хелмет               |
| Дик ван Патен                   | краљ Роланд               |
| Џорџ Вајнер                     | пуковник Сандерс          |
| Лорин Јарнел Џоун Риверс (глас) | Дот Матрикс               |
| Руди де Лука                    | Вини                      |
| Дом Делуиз                      | Пица Хат                  |
| Џон Херт                        | Кејн                      |
| Мајкл Винслоу                   | радарски техничар         |
| Рик Дукоман                     | затворски чувар           |